# 佐藤美佳子
佐藤 美佳子（さとう みかこ、6月15日 - ）は、日本の女性声優。イエローテイル所属。アダルトゲーム出演時は「神村ひな」名義を使用。

## 経歴
以前は欽ちゃん劇団、劇団21世紀FOX、劇団すごろく、アトリエピーチ、トリトリオフィス（2006年10月まで所属）に所属していた。
東京へは出たものの、東日本大震災を機に、現在は秋田県へ在住。

## 出演
太字はメインキャラクター。

### テレビアニメ
1995年
- 逮捕しちゃうぞ（子供たち）
- ナースエンジェルりりかSOS（鈴木栄子）

1996年
- 天空のエスカフローネ（生徒B）
- 勇者指令ダグオン（テニス部員）

1998年
- serial experiments lain（若い女の声、女(2)）

1999年
- GREGORY HORROR SHOW（カクタスガール）

2000年
- 週刊ストーリーランド（女中たち）

2002年
- 満月をさがして（ゆかり）
- りぜるまいん（はるか、女子中学生）

2005年
- ラムネ（友坂鈴夏）

2006年
- 機神咆吼デモンベイン（エルザ[3]）

### OVA
1996年
- 魔法使いTai!（マン研部員）

1998年
- 世紀末リーダー外伝たけし!（生徒1女）
- 同級生2（加藤みのり）

2004年
- 機神咆吼デモンベイン（エルザ）PS2ゲーム同梱

### Webアニメ
- 最終試験くじら（2007年、夢前春香）

### ゲーム
- スーパーリアル花札 恋こいしましょ（西田みか）

1999年
- 有限会社 地球防衛隊（一条久美子）

2000年
- あいたくて… 〜your smiles in my heart〜（遠藤加奈子、遠藤兼太郎）
- GREENHORN（桜井茜）

2002年
- ELYSION 〜永遠のサンクチュアリ〜（ヘルナ、ミルカ）

2003年
- GREGORY HORROR SHOW ソウルコレクター（カクタスガール）

2004年
- 機神咆吼デモンベイン（エルザ）
- PIZZICATO POLKA 〜縁鎖現夜〜（ニコ）

2005年
- 120円の春  ¥120Stories（カンナ姉ちゃん）
- ラムネ〜ガラスびんに映る海〜（友坂鈴夏）

2006年
- 機神飛翔デモンベイン（エルザ）

2007年
- 最終試験くじら -Alive-（夢前春香）

2008年
- 吸血奇譚 ムーンタイズ（祝子晴）

2013年
- スーパーロボット大戦UX（エルザ）

### ラジオ
- CAFE A GO GO RADIO STATION（2008年12月 - ？、めでぃあ横町）

### ドラマCD
- 機神咆吼デモンベインシリーズ（エルザ）
  - 機神咆吼デモンベイン ミニドラマCD volume.1～3（2004年）
  - TVアニメーション「機神咆吼デモンベイン」ドラマCD Vol.1～2（2006年）

### 音楽CD
- ラムネ Characters Collection Vol.3 友坂鈴夏（2006年3月24日）
  - 「夢いっぱいの箒星」